# Dardurus agrestis
Dardurus agrestis là một loài nhện trong họ Amaurobiidae.
Loài này thuộc chi Dardurus. Dardurus agrestis được Hugh Davies miêu tả năm 1976.